# Desulfovibrio
Il genere Desulfovibrio  comprende batteri Gram-negativi solfo-riduttori appartenenti alla famiglia delle Desulfovibrionaceae.
Sono batteri con forma di bastoncini curvi, mobili per mezzo di flagelli.

Come altri batteri solfo-riduttori, Desulfovibrio è stata a lungo considerato un genere anaerobo obbligato; questo non è strettamente vero: mentre la crescita può essere limitata, questi batteri possono sopravvivere in ambienti ricchi di ossigeno, sono cioè aerotolleranti.
Producono energia mediante respirazione anaerobica riducendo i solfati o altri composti dello zolfo a H2S.
Il più importante donatore di elettrone (molecola ridotta che viene ossidata - fonte di energia) è l'idrogeno mentre gli accettori di elettrone (molecola ossidata che viene ridotta) sono lo zolfo elementare (S) o i composti dello zolfo quali il solfato (SO42-) e il tiosolfato (S2O32-)  secondo reazioni tipo:
- SO42- + 4H2 → S2- +4H2O

La temperatura ottimale per l'accrescimento è tra i 25 e i 30 °C.

Il desulfivibrio è una delle principali cause della biocorrosione dei materiali ferrosi.

## Meccanismo di corrosione batterica

Meccanismo di corrosione del desulfovibrio

Il primo meccanismo fu teorizzato da Von Wolzogen e Van der Vlungt nel 1943.

Secondo questa teoria i batteri utilizzano, per la riduzione del solfato in solfuro, l'idrogeno prodotto al catodo attraverso l'enzima idrogenase.

Il meccanismo avviene secondo le seguenti reazioni:
- 4Fe → 4Fe2+ + 8 e- (anodo)
- 8H+ + 8 e- → 4H2 (catodo)
- SO42- +4H2 → S2- +4H2O (azione batterica)
- Fe2+ + S2- → FeS (anodo)
- 3Fe2+ + 6OH- → 3Fe(OH)2 (anodo).

In questo caso, a seguito dell'azione batterica si forma il solfuro di ferro che essendo insolubile precipita.

Alcuni stipiti del Desulfovibrio desulfuricans sono anche ferroriduttore trasformando il Fe3+ in Fe2+